# Генріх Боргманн
Генріх «Гайнц» Пауль Отто Боргманн (нім. Heinrich «Heinz» Paul Otto Borgmann; 15 серпня 1912, Ангермюнде — 5 квітня 1945, Магдебург) — німецький офіцер, оберст Генштабу вермахту (1944). Кавалер Лицарського хреста Залізного хреста з дубовим листям.

## Біографія
В 1932 році поступив на службу в 46-й піхотний полк, до 1939 року став командиром 9-ї роти. Учасник Польської і Французької кампаній. З 1941 року — командир 39-го батальйону свого полку. Учасник боїв на радянсько-німецькому фронті. Після важкого поранення був направлений у Військову академію, після її закінчення якої служив у дивізійних штабах на радянсько-німецькому фронті. З 1 жовтня 1943 року — ад'ютант по сухопутних військах у ставці фюрера. Був важко поранений під час замаху на Гітлера 20 липня 1944 року. Після лікування був призначений командиром піхотної дивізії «Шарнгорст» (30 квітня 1945), однак взяти участь у боях не встиг. Боргманн помер у лазареті від поранень, одержаних внаслідок авіанальоту на його автомобіль.

## Нагороди
- Німецький імперський спортивний знак в бронзі (2 жовтня 1930)
- Медаль «За вислугу років у Вермахті» 4-го класу (4 роки) (2 жовтня 1936)
- Медаль «У пам'ять 1 жовтня 1938»
- Залізний хрест
  - 2-го класу (14 вересня 1939)
  - 1-го класу (28 жовтня 1939)
- Лицарський хрест Залізного хреста з дубовим листям
  - Лицарський хрест (19 липня 1940)
  - Дубове листя (№ 71; 11 лютого 1942)
- Штурмовий піхотний знак в сріблі (3 жовтня 1940)
- Медаль «За зимову кампанію на Сході 1941/42»
- Нагрудний знак «За поранення»
  - в чорному
  - в сріблі зразка 20 липня 1944 року